# Národní anarchismus
Národní anarchismus je radikální antikapitalistická antietatistická politická a kulturní ideologie, zdrůrazňující etnický tribalismus. Termín použil už ve dvacátých letech dvacátého století Helmut Franke, když se snažil popsat svoji politickou pozici. Teprve v devadesátých letech si jej přisvojil krajně pravicový aktivista Troy Southgate, který kolem něj vystavěl svoji vlastní ideologii. Anarchisté ostatních proudů obvykle nepovažují národní anarchismus za ideologii slučitelnou s idejemi anarchismu. Prvky národního anarchismu byly již v myšlenkách filozofa barona Julia Evoly.

## Idea
Národní anarchisté jsou pro likvidaci státu a kapitalistického systému. Na místo toho navrhuji zavedení hierarchické sdělovací ekonomiky založené na distribuci v rámci komun (hlavně venkovských).[zdroj⁠?!] Přičemž hranice národních států by nahradily pomyslné hranice "národních" komun.
Národní anarchisté také obhajují rasovou segregaci. Často je národní anarchismus považován za formu fašismu, ale fašismus národní anarchisté odmítají, kvůli jeho podpoře zachování státu.